# Squamiana
Squamiana is een geslacht van rechtvleugeligen uit de familie sabelsprinkhanen (Tettigoniidae). De wetenschappelijke naam van dit geslacht is voor het eerst geldig gepubliceerd in 1941 door Zeuner.

## Soorten
Het geslacht Squamiana omvat de volgende soorten:
- Squamiana ankarensis Karabag, 1950
- Squamiana bressani Fontana & Massa, 2011
- Squamiana irritans Ramme, 1951
- Squamiana kurmana Ramme, 1951
- Squamiana melendisensis Çiplak, 2002
- Squamiana salmani Çiplak, 2002
- Squamiana sinuata Ramme, 1951
- Squamiana squamiptera Uvarov, 1912
- Squamiana weidneri Demirsoy, 1974